# تیا هلباوت
تیا هلباوت (هلندی: Tia Hellebaut؛ زادهٔ ۱۶ فوریهٔ ۱۹۷۸) یک ورزشکار دو و میدانی اهل بلژیک است.
از افتخارات وی می‌توان به کسب مدال طلا پرش ارتفاع زنان در بازی‌های المپیک تابستانی ۲۰۰۸ اشاره کرد.